# 悔し涙 ぽろり
「悔し涙 ぽろり」（くやしなみだ ぽろり）は、中澤ゆうこの5枚目のシングル。2001年2月15日発売。

## 概要
- モーニング娘。卒業前のラストシングル。また「中澤ゆうこ」名義としても最後のシングルでもある。
- カップリング曲「恋の記憶」で初めて作詞に挑戦した。

## 収録曲
全作曲：つんく
1. 悔し涙 ぽろり
作詞：つんく 編曲：小西貴雄
2. 恋の記憶
作詞：中澤裕子&つんく 編曲：樫原伸彦
3. 悔し涙 ぽろり (Instrumental)

## 参加ミュージシャン
悔し涙 ぽろり
- プログラミング&キーボード：小西貴雄
- マニピュレータ：勝浦剛
- コーラス：中澤裕子・つんく